# Nakkaş Osman
Nakkaş Osman (Sarajevo, ... – ...; fl. XVI secolo) (in ottomano نقاش عثمان ; İA: Naḳḳāş 'Osmān, in italiano: "maestro Osman") è stato un miniaturista ottomano, il cui lavoro a Istanbul è attestato tra il 1560 e il 1592.
Esso era il direttore dell'atelier di miniature (naḳḳāş-ḫāne, "scriptorium") alla corte ottomana e ha influenzato significativamente la pittura del suo tempo.

## Vita

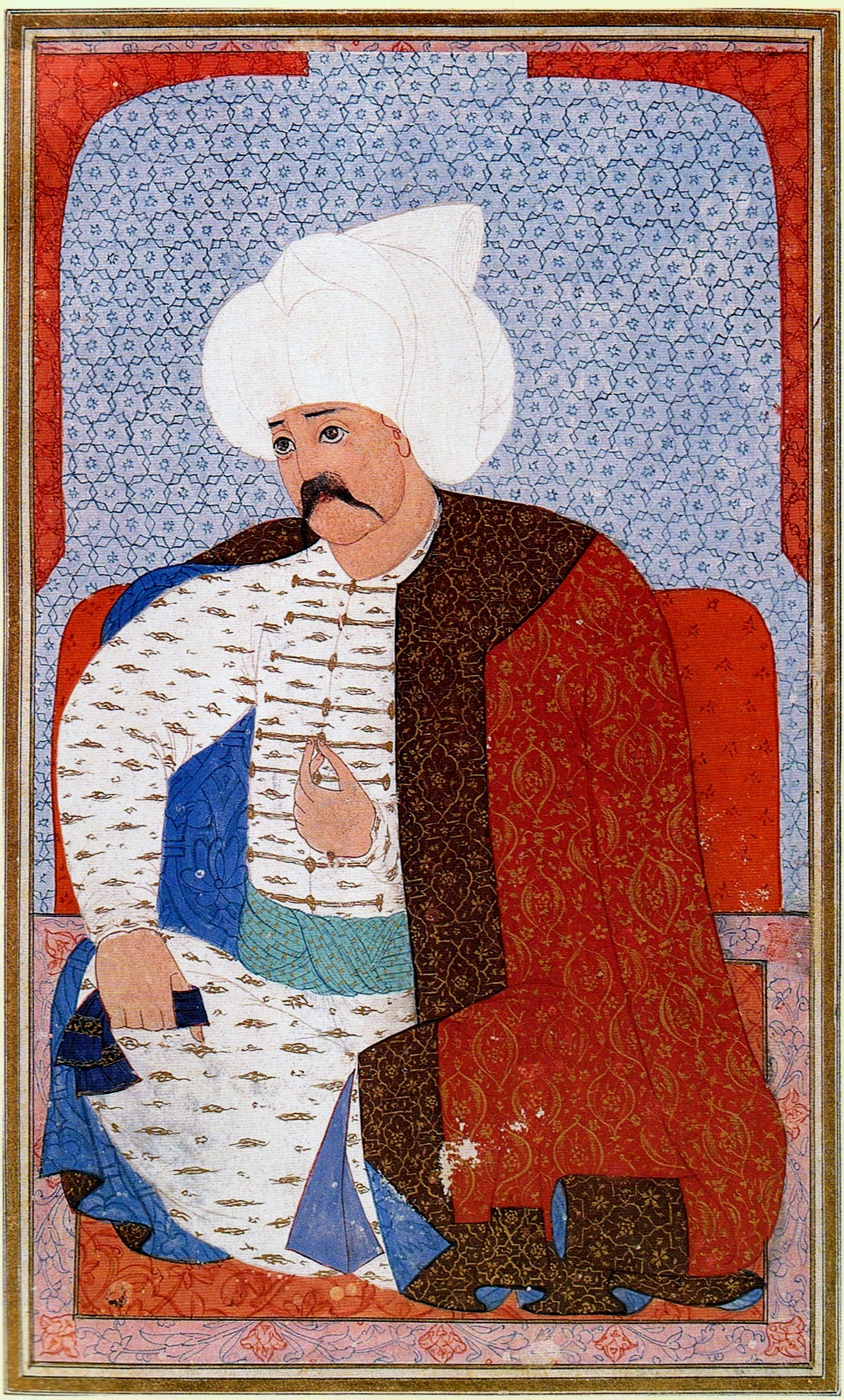
Ritratto di Selim I dal Şemā'il-nāme di Nakkaş OsmanIstanbul, TSMK, Hazine, n. 1562

Poco si conosce della vita di Nakkaş Osmans. Nella seconda metà del XVI secolo, durante il regno di Selim II (1566-1574) e Murad III (1574-1595), egli gestì l'atelier di corte (naḳḳāş-ḫāne). Il suo nome viene menzionato per la prima volta nel registro salariale degli artisti di corte (ehl-i ḥiref, comunità dei talenti ') del settembre 1566. Osman lavoro' a stretto contatto con Seyyid Lokman Çelebi, lo storico ufficiale della corte (şehnāmeci) del Sultano, al programma di immagini dei grandi manoscritti miniati creati in quel momento. Il suo stile pittorico è inconfondibile a causa della sua rappresentazione realistica del luogo e del paesaggio e della sua magistrale composizione, che supero' il vecchio design persiano spesso sovraccarico. I volti dei personaggi storici da lui ritratti sono spesso riconoscibili nelle sue miniature. I paesaggi urbani di Osman seguono la tradizione delle carte nautiche e la rappresentazione delle città introdotta da Matrakçı Nasuh.

## Opere (selezione)
Osman non firmò mai le sue opere. Per caratteristiche stilistiche, alcune opere possono essere attribuite a lui o al suo laboratorio. Dalla sua collaborazione con Seyyid Lokman sono state conservate diverse opere:
- Ferafer-nāme ("Libro delle vittorie", anche Tārīḫ-i Sulṭān Süleymān, "Storia del sultano Süleyman [I]"), una descrizione degli ultimi anni del regno di Solimano I, 1579. Dublino, Chester Beatty Library, No. T 413
- Şeh-nāme-i Selīm ḫān ("Libro del re di Selim [II] Han"), 44 miniature, completato nel gennaio 1581. Istanbul, TSMK, III. Ahmed, n. 3595
- Sūr-nāme -'i hümāyūn di Murad III, c.1582. Istanbul, TSMK, Hazine, n. 1344
- Zübdetü t-tevārīḫ ("La Selezione di Storie"), un libro sulla storia ottomana, Museo di arte turca e islamica, n. 1973
- Hüner-nāme ("Libro della virtù"), 2 volumi, 1584-1589 ca. Istanbul, TSMK, Hazine, n. 1523, 1524[3]
- Hinehin-şáh-náme, ("Libro del re dei re"), volume 2, 1592 ca., completato intorno al 1595-1597. Istanbul, TSMK, Bağdat Köşkü, n. 200

Per le opere che riguardavano la storia ottomana a lui precedente, Lokman e Osman condussero ricerche sull'abbigliamento e l'aspetto degli ex sultani. Presentarono il risultato nel 1579 in un manoscritto miniato, Şemā'il-nāme-i āl-i 'os̠mān ("Libro di descrizione del personale della dinastia ottomana"), chiamato anche Ḳıyāfetü l-İnsānīye fī Şemā'ili l -'Osmānīye, ("La figura umana nella descrizione personale ottomana"). Il libro venne copiato frequentemente e fu ampiamente utilizzato.

## Letteratura moderna
Nakkaş Osman e la sua opera Surname-i Hümayun svolgono un ruolo importante nel romanzo "Il mio nome è rosso" del moderno scrittore turco Orhan Pamuk.